# Delcevo, Razgrad
Delcevo (în bulgară Делчево) este un sat în comuna Isperih, regiunea Razgrad,  Bulgaria. 

## Demografie
Componența etnică a satului Delcevo
     Turci (98,71%)
     Nicio identificare (0,64%)
     Altele (0,64%)
La recensământul din 2011, populația satului Delcevo era de 467 locuitori. Din punct de vedere etnic, majoritatea locuitorilor (98,71%) erau turci. Pentru 0,64% din locuitori nu este cunoscută apartenența etnică.